# Филмор (округ, Небраска)
Округ Филмор (англ. Fillmore County) — округ, расположенный в штате Небраска (США) с населением в 5890 человек по статистическим данным переписи 2010 года. Столица округа находится в городе Дженива.

## География
По данным Бюро переписи населения США округ Филмор имеет общую площадь в 1494 квадратных километра, из которых 1492 кв. километра занимает земля и 2 кв. километров — вода. Площадь водных ресурсов округа составляет 0,03 % от всей его площади.

### Соседние округа
- Йорк (Небраска) — север
- Сьюард (Небраска) — угол на северо-востоке
- Салин (Небраска) — восток
- Джефферсон (Небраска) — угол на юго-востоке
- Тэр (Небраска) — юг
- Наколс (Небраска) — юго-запад
- Клей (Небраска) — запад

## Демография
По данным переписи населения 2000 года в округе Филмор проживало 6634 человека, 1801 семья, насчитывалось 2689 домашних хозяйств и 2990 жилых домов. Средняя плотность населения составляла 4 человека на один квадратный километр. Расовый состав округа по данным переписи распределился следующим образом: 97,75 % белых, 0,21 % чёрных или афроамериканцев, 0,44 % коренных американцев, 0,06 % азиатов, 0,02 % выходцев с тихоокеанских островов, 0,69 % смешанных рас, 0,83 % — других народностей. Испано- и латиноамериканцы составили 1,66 % от всех жителей округа.
Из 2689 домашних хозяйств в 30,20 % — воспитывали детей в возрасте до 18 лет, 59,10 % представляли собой совместно проживающие супружеские пары, в 5,00 % семей женщины проживали без мужей, 33,00 % не имели семей. 30,20 % от общего числа семей на момент переписи жили самостоятельно, при этом 16,30 % составили одинокие пожилые люди в возрасте 65 лет и старше. Средний размер домашнего хозяйства составил 2,37 человек, а средний размер семьи — 2,95 человек.
Население округа по возрастному диапазону по данным переписи 2000 года распределилось следующим образом: 26,30 % — жители младше 18 лет, 5,10 % — между 18 и 24 годами, 24,00 % — от 25 до 44 лет, 23,30 % — от 45 до 64 лет и 21,30 % — в возрасте 65 лет и старше. Средний возраст жителей округа составил 41 год. На каждые 100 женщин в округе приходилось 93,50 мужчин, при этом на каждых сто женщин 18 лет и старше приходилось 91,30 мужчин также старше 18 лет.
Средний доход на одно домашнее хозяйство в округе составил 35 162 доллара США, а средний доход на одну семью в округе — 41 725 долларов. При этом мужчины имели средний доход в 29 813 долларов США в год против 18 507 долларов США среднегодового дохода у женщин. Доход на душу населения в округе составил 17 465 долларов США в год. 4,80 % от всего числа семей в округе и 7,80 % от всей численности населения находилось на момент переписи населения за чертой бедности, при этом 8,20 % из них были моложе 18 лет и 10,00 % — в возрасте 65 лет и старше.

## Основные автодороги
- US 6
- US 81
- Автомагистраль 41
- Автомагистраль 74

## Населённые пункты

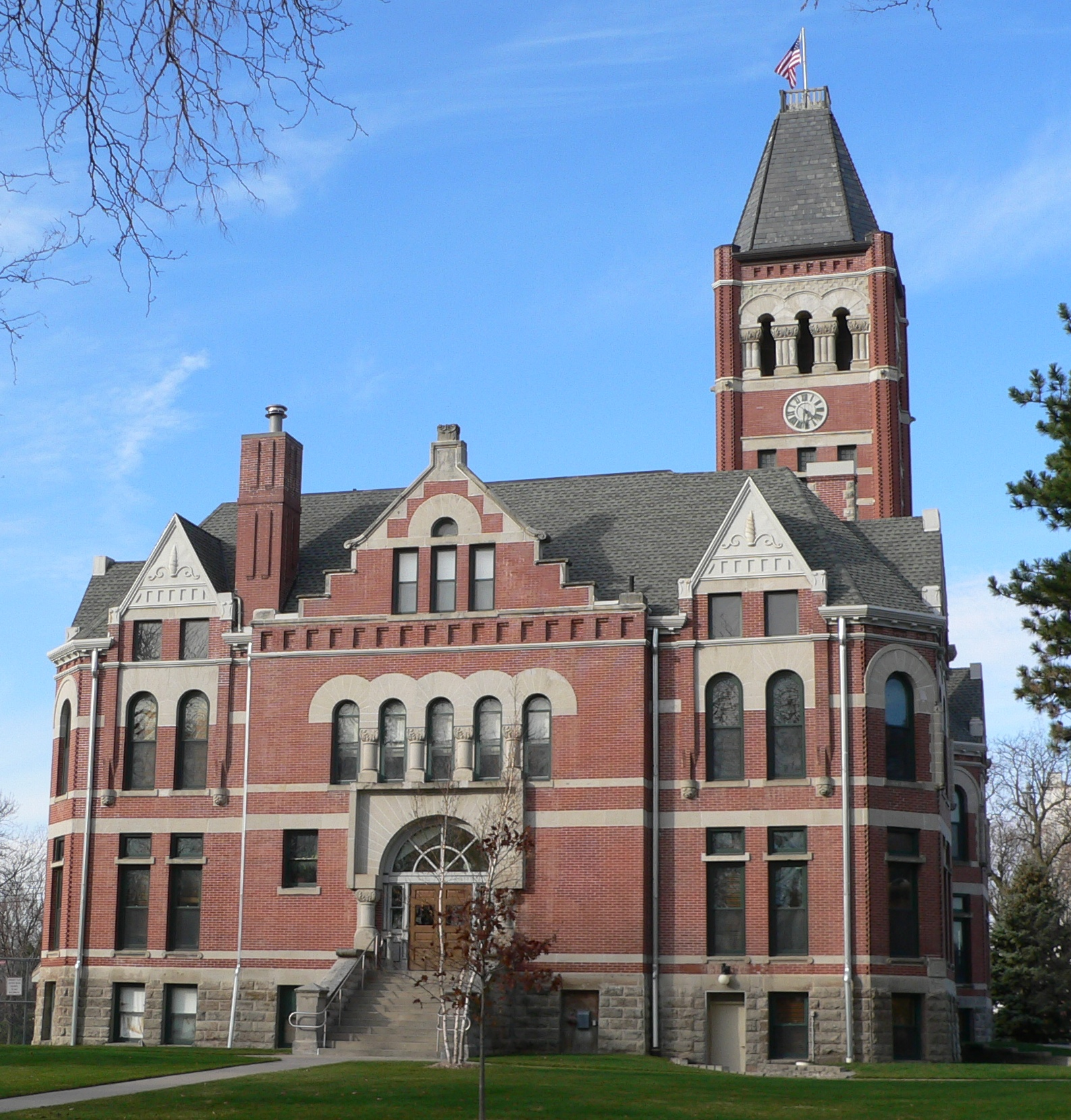
Здание окружного суда в городе Дженива

### Города и деревни
- Эксетер
- Фэрмонт
- Дженива
- Графтон
- Миллиган
- Охайоуа
- Шикли
- Стренг

### Тауншипы
- Белль
- Беннетт
- Брайант
- Челси
- Эксетер-Фэрмонт
- Франклин
- Дженива
- Гленгари
- Графтон
- Гамильтон
- Либерти
- Мадисон
- Моменс
- Стентон
- Уэст-Блу